# 永田希
永田 希（ながた のぞみ、1979年〈昭和54年〉12月26日 - 2024年〈令和6年〉12月7日）は、日本の著述家、書評家、超著述家。書評サイト「Book News」主宰、『週間金曜日』書評委員、『ダ・ヴィンチ』ブックウォッチャー。著書に『積読こそが完全な読書術である』（2020年）、『書物と貨幣の五千年史』（2021年）、『再読こそが創造的な読書術である』（2023年）。

## 人物
・1979年アメリカ合衆国コチカネット州に生まれる。その後、札幌、千葉、マニラ、東京、京都を転々とし、関東某県に在住。
・親の蔵書が多く、幼少期から暇な時間は読書に充てていた。特に百科事典を五冊程度床に広げて、多方向を参照しながら読む方法を、中高生まで採用し続けた。
・ノイズミュージックやインダストリアル、ヴィジュアル系が好き。もともとは書評家ではなく、会社員と音楽活動の両立を目指しており、ノイズ系のDJユニットもやっていた。
・書評家を名乗ることを躊躇っていたが、『新・音楽の解読：ダダ／インダストリアル／神秘主義／ハウス／ドローンまで、誰も教えない音楽史』を書評したとき、著者の能勢伊勢雄より「君は書評家を名乗ってもいいよ」と声をかけられ、以降は書評家を名乗っている。
・大好きな書籍に、平倉圭の『ゴダール的方法』を挙げている。好物はパフェとトロピカルフルーツ。
・2024年12月7日、自宅で病死した。享年44。家族葬が行われた。喪主は父の信（しん）さん。

## 著書
- 永田希『積読こそが完全な読書術である』イースト・プレス、2020年。ISBN 9784781618647。
- 永田希『書物と貨幣の五千年史』集英社新書（集英社）、2021年。ISBN 978-4-08-721183-2。
- 永田希『再読だけが創造的な読書術である』筑摩書房、2023年。ISBN 978-4-480-81682-5。